# Losdolobus parana
Losdolobus parana là một loài nhện trong họ Orsolobidae.
Loài này thuộc chi Losdolobus. Losdolobus parana được Norman I. Platnick & Antonio D. Brescovit miêu tả năm 1994.